# Praetor (szoftver)
A Praetor olyan praxismenedzsment szoftver, amit kifejezetten ügyvédi irodák számára fejlesztettek ki, jelenleg a Wolters Kluwer legaltech megoldásai közé tartozik. A szoftver Praetor Systems néven – egy startup fejlesztésként jelent meg 2007-ben a cseh, majd nem sokkal később a szlovák piacon. A Praetor Systems 2018-ban lett a Wolters Kluwer tagja. A Praetor szakértői megoldást 2021-ben vezette be a Wolters Kluwer Hungary Kft. a magyar piacra.

## A Praetor története
Az ügyvédek munkáját megkönnyítő, a dokumentumok kezelését, az ügyek nyilvántartását biztosító rendszer startup fejlesztésként került piacra Csehországban 2007-ben. A Praetor Systems társalapítója, Martin Kašpar még ügyvédi praxisa során szembesült azokkal az adminisztrációs terhekkel, amelyeket például az adatok bevitelénél, a dokumentumok, sablonok létrehozásánál tapasztalt. Az ügyvédek számára kívánta a mindennapi feladatokat megkönnyíteni, amelyre egy fejlesztő barátjával közösen találtak megoldást. Elkészítették a Praetor prototípusát, amelyet a saját ügyvédi irodájában próbált ki először. Néhány hónap múlva megjelentek a cseh piacon a szoftverrel, egy-két éven belül pedig már közel 10 ügyfelük volt.
Idővel szükségessé vált a Praetor első generációjának továbbfejlesztése, amelyet nem sokkal később a szlovák piacra történő bevezetése követett. A Praetor Systems 2018-ban lett a Wolters Kluwer tagja, Kašpar Martin pedig üzletfejlesztési menedzserként csatlakozott a Wolters Kluwer ČR, a.s. vállalathoz.
Mivel a szoftvert nem csak ügyvédek bevonásával fejlesztették, hanem eredetileg is ügyvédek alkották meg saját felhasználásra, ezért maga a struktúra, ami a hosszú évek fejlesztése során alakult ki, egy kifejezetten erős és jó funkcionalitással bíró rendszernek bizonyult. 
Kašpar Martin segítette – a Wolters Kluwer Hungary Kft-vel együtt - a Praetor magyarországi bevezetését is, amelyre 2021/22. fordulóján került sor.

## A Praetor magyarországi bevezetése
A Praetor magyarországi megjelenésével az volt a Wolters Kluwer Hungary Kft. célja, hogy legaltech vállalatként olyan megoldást nyújtson az ügyvédi irodák számára, amellyel időt takaríthatnak meg, megspórolhatják az adminisztrációs teendőket, pontosan megtervezhetik az egyes feladatokat, mérsékelhetik a hibalehetőségeket.
A digitalizáció térhódításával az ügyvédi irodák számára is egyre fontosabbá vált, hogy a növekvő adatmennyiséget minél hatékonyabban tudják kezelni, az ügyfelek kiszolgálása gördülékenyebbé váljon, egy felületen elérhessék az irodához kapcsolódó összes információt (pl. ügyek, kontaktok, számlázás, iratkezelés), méghozzá bárhonnan, bármikor.
A Praetor magyar piacra történő bevezetése során magyar ügyvédek is közreműködtek a szoftver konfigurálásában és lokalizálásban. A szoftver egy felületbe integrálva nyújtja azokat az elementáris irodai funkciókat, amik a szigorú ügyvédi ügyvitelben az átláthatóság és nyomon követhetőség alapjait jelentik.

## A Praetor magyarországi fejlesztésének állomásai
- Ügyvéd Jogtár integráció. A Jogtár automatikusan frissülő adatbázisának és a Praetor szoftvernek az összekapcsolása gördülékenyebb információáramlást, hatékonyabb munkafolyamatokat eredményez.
- Praetor app. A Praetor szoftver részeként letölthető Praetor mobil app biztosítja, hogy bárhonnan bármikor elérhesse az adott ügyhöz tartozó kontaktokat, adatokat, dokumentumokat, egyéb fájlokat.
- Opten céginformációs adatbázis integráció. A jogi személyek adatainak automatikus bevitele adószám, cégjegyzékszám és cégnév alapján.
- Cégkapu integráció. Az elektronikus ügyintézés beérkező folyamatának támogatása, az elektronikus úton érkező beadványok hivatali kapuról történő tömeges letöltése és iktatása.
- Számlázz.hu integráció. Számlázás és automatikus adatszolgáltatás a NAV felé a számlázz.hu integrációnak köszönhetően.

## A Praetor főbb funkciói
Ügyek nyilvántartása
- Teljes körű elektronikus ügynyilvántartás
- Intelligens ügykategorizálás
- Ügyfélalapú megközelítés
- Könnyű keresés

Kontaktok kezelése 
- Ügyfélnyilvántartások
- Kapcsolattartói címtár
- Érintett kontaktok szerepköre
- Hatóságok rögzítése

Dokumentumkezelés (DMS)
- Wordben történő munkavégzés
- Intelligens sablonok
- Dokumentumok számozása és verziókövetése
- Revíziós archívum
- E-mailek, cégkapuüzenetek, postai levelek
- Speciális keresés a dokumentumokban

Levelezési napirend 
- Bejövő és kimenő levelek teljes körű áttekintése
- Postai levelek
- Cégkapu-összeköttetés (bejövő üzenetek tömeges érkeztetése)
- E-mailek

Időnyilvántartás és számlázás 
- Kimutatások készítése és számlázás
- Áttekintések és jelentések
- Tevékenységek, költségek (előre meghatározott fix díjas szolgáltatások rögzítése)
- Számlázás (összeköttetés a számlázz.hu-val)

Jelentések és elemzések 
- Szűrés és elemzés
- Jelentésminták

Időmenedzsment 
- Határidő-követés
- Feladattervezés
- Események áttekintése
- Naptár

Speciális eszközök 
- MS Office
- Cégtár – céginformációs adatbázis

Technológia és biztonság (Tanúsítások, megfelelőségek a szerverközpontban) 
- ISO 9001 minőségirányítási rendszer
- ISO/IEC 27001 információbiztonsági irányítási rendszer
- ISO/IEC 20000-1 információtechnológiai irányítási rendszer
- AQAP 2120 Honvédelmi Minisztérium tanúsítványa
- A régióban egyedülálló TIERIII besorolással rendelkező szerverközpont

A Wolters Kluwer Hungary Kft. tanúsítása 
- ISO 9001 minőségirányítási rendszer